# Palapa B1
O Palapa B1 foi um satélite de comunicação geoestacionário indonésio da série Palapa construído pela Hughes, ele era operado pela Telkom. O satélite foi baseado na plataforma HS-376 e sua expectativa de vida útil era de 10 anos. O mesmo saiu de serviço em outubro de 1995.

## Lançamento
O satélite foi lançado com sucesso ao espaço no dia 18 de junho de 1983, abordo do ônibus espacial Challenger durante a missão STS-7, a partir da Estação da Força Aérea de Cabo Canaveral, na Flórida, EUA, juntamente com os satélites Anik C2 e SPAS 01. Ele tinha uma massa de lançamento de 1.200 kg.

## Capacidade e cobertura
O Palapa B1 era equipado com 24 transponders em banda C para fornecer serviços de comunicações a região da Ásia-Pacífico.